# Cobrataal
De Cobrataal beschrijft de gemeenschappelijke kenmerken van de werken die door de kunstenaars in de Cobra-beweging gemaakt zijn.

## De kenmerken
- Een spontane uitingsvorm
- Het gebruik van felle, onvermengde kleuren
- Mythische wezens en dieren, voortkomend uit de fantasie van de kunstenaar
- Vaak een mengvorm van mens, dier en plant
- Een kinderlijk ogende stijl

De Cobrataal is voor het eerst waar te nemen bij de Deense leden van de beweging. Vervolgens wordt deze voornamelijk door de Nederlandse leden gebezigd. Ook in de kunst van eind 20e eeuw en begin 21e eeuw zien we de Cobrataal terugkomen in de uitingen van met name Nederlandse kunstenaars.